# 208 до н. е.

## Події
- Битва під Бекулою під час Другої Пунічної війни між римлянами та пунами, перемога римлян.